# 創世聖紀デヴァダシー
『創世聖紀デヴァダシー』はAICがWindows用に製作した恋愛シミュレーションゲーム、およびOVA作品。

## ゲーム
2000年4月28日にOVAと同時発売されたWindows用ゲーム。恋愛アドベンチャー+戦闘シミュレーション。AICサイト通販限定だったが、後にサイバーフロントより一般販売され、PCゲームBestとして廉価版も発売されている。

### 登場人物
- 亜納桂：鈴村健一
- 御名串アマラ：三石琴乃
- 松戸直紀：永田亮子
- 佐布里芽衣：島涼香
- 若緒潮：浅田葉子
- 土御門沙耶伽：豊嶋真千子
- 七草芹菜：笹本優子
- アンナ・フレイヤ・トースト：鶴野恭子
- 奈々瀬なずな：根谷美智子
- ソフィー・エレクハート：柚木涼香
- 亜納叡智
- キリオ・エルンスト・オザキ
- 芳崎麻里亜
- 御名串合有里
- 芹江一樹

### 登場メカ
- デヴァダシー
- カルキ
- PROBE-01
- PROBE-02
- PROBE-03
- PROBE-04
- PROBE-05
- PROBE-06
- PROBE-07
- PROBE-08
- PROBE-09
- PROBE-10
- PROBE-11
- PROBE-12

## OVA
OVA全3巻。ゲーム版と同時展開されたOVAシリーズ。グロテスクな描写があることからR指定となり、当初はAIC公式サイト限定通販のみでのVHS販売、後にグリーンバニーより販売された際には18禁指定となっている。ストーリーはプロローグ的な側面が強い内容。

### ストーリー
西暦2012年、人類は異星生命体により絶滅の危機に瀕していた。隔離閉鎖地域である東京に住む亜納ケイは、スピリッツに勧誘され謎の少女アマラと共にデヴァダシーに乗る事になったのだが。

### キャスト
- 亜納ケイ：鈴村健一

デヴァダシーを制御可能な唯一の男の子。15歳。
- 御名串アマラ：三石琴乃

ケイと共にデヴァダシーを制御する謎の少女。20年前、ヒマラヤ山中の遺跡内部に封印されていたのを発見される。唯一、デヴァダシーと完全なコミュニケーションが可能。
- 松戸ナオキ：永田亮子

ケイの幼馴染でケイと共にスピリッツに参加する。デヴァダシーのパイロットとしての素質を見出される。16歳。
- 高科美沙子：岩本裕美子

デヴァダシーのパイロット候補生を指導するスピリッツのメンバー。25歳。
- 山田：大川透

スピリッツ所長。元々は考古学者であり、20年前に亜納叡智と共にデヴァダシー発掘にも立ち合っている。

### メカニック
デヴァダシー
亜納ケイ、アマラ、松戸ナオキが乗り込む事となる異星生命体に対抗できる唯一の生体兵器。男女一人ずつがペアとなって乗り込み制御操縦する。ナノマシンで構成されており、体構造の一部を変形させ攻撃する事が出来る。チベット山岳地帯の超古代文明遺跡より発見された。動力源は人間の性エネルギーであり、パイロットの性刺激からエネルギーを得るが、パイロットの精神及び生命に深刻なダメージを与える危険性がある。

### 用語
スピリッツ
20年前にチベットで発見されたデヴァダシーを調査管理するために発足された組織。デヴァダシーが異星生命体に対し有効と判明してからは国連に接収される。
異星生命体
完全黒体から生まれる巨大生体マシン。スライム状のナノマシンを放出することにより人間を捕らえ、エネルギーの素として吸収する。
完全黒体
異星生命体の出発点であり、太陽系と同じ大きさの超巨大な構造体。異星生命体を作り出し、地球に送り込んでいる。

### スタッフ
- 企画 - 三浦亨
- 原案 - 藤田一己
- 監督 - 近藤信宏
- 構成・脚本 - 時村尚
- キャラクターデザイン - 後藤真砂子
- メカニカルデザイン - As'まりあ
- 作画監督 - 竹内進二
- 美術監督 - 池田繁美
- 色彩設計 - 千葉賢二
- 撮影監督 - 斎藤秋男
- 音響監督 - 加藤敏
- プロデューサー - 井上博明、渡辺欽哉、佐藤郁夫
- アニメーション制作 - スタジオガゼル
- 製作 - AIC

### 主題歌
- 「過去はあなたの未来」
作詞 - くまのきよみ / 作曲 - 西村朋紘 / 編曲 - 佐々禎崇 / 歌 - YOKO

### サブタイトル
- Vol.1 既視感-デジャヴュ-（通販/2000年4月28日[2]、店頭/2000年11月25日[3]）
- Vol.2 チャンダリーの火（通販/2000年5月28日[2]、店頭/2000年12月21日[4]）
- Vol.3 未来-ビジョン-（通販/2000年6月30日[2]、店頭/2001年1月25日[5]）